# A Kaméleon (televíziós sorozat)
A Kaméleon (eredeti cím: The Pretender) amerikai filmsorozat, 1996–2000 között futott, 4 évadot élt meg, az NBC jegyzi. A befejezés után, 2001-ben két tévéfilm készült belőle.

## Történet
Jarod egy kaméleon, bármilyen személyiséget, magára tud ölteni. Egy zseni, akit a központ 1963-ban elrabolt, és gyermekkorában fogva tartott. A fiatal Jarod összebarátkozik a pszichiáter Sydney Greennel, aki a gondozója és képességének fejlesztője is egyben. A központ ördögi vezetői azonban azt tervezik, hogy elárverezik Jarodot és a legmagasabbat ajánlónak adják. Amikor erre rájön megszökik, és üldözöttként jár városról városra különleges képességeit használva. Jarod új küldetése, hogy az embereknek segítsen képességével és megtalálja halottnak hitt szüleit. Közben, Miss Parker és a csapata folyamatosan a nyomában vannak, hogy elfogják és visszavigyék a központba.

## Szereplők
| Szereplő                            | Színész          | Magyar hang    |
| ----------------------------------- | ---------------- | -------------- |
| Jarod Russel                        | Michael T. Weiss | Csernák János  |
| Miss Parker/Catherine Elaine Parker | Andrea Parker    | Náray Erika    |
| Dr. Sydney Green                    | Patrick Bauchau  | Barbinek Péter |
| Broots                              | Jon Gries        | Kerekes József |
| Fiatal Jarod                        | Ryan Merriman    |                |

## Epizódok
| Évad | Évad | Epizódok | Eredeti sugárzás     | Eredeti sugárzás | Eredeti adó |
| Évad | Évad | Epizódok | Évadpremier          | Évadfinálé       | Eredeti adó |
| ---- | ---- | -------- | -------------------- | ---------------- | ----------- |
|      | 1    | 22       | 1996. szeptember 19. | 1997. május 17.  | NBC         |
|      | 2    | 22       | 1997. november 1.    | 1998. május 16.  | NBC         |
|      | 3    | 22       | 1998. október 17.    | 1999. május 22.  | NBC         |
|      | 4    | 20       | 1999. szeptember 25. | 2000. május 13.  | NBC         |